# Municipio de Wittich
El municipio de Wittich (en inglés: Wittich Township) es un municipio ubicado en el condado de Franklin en el estado estadounidense de Arkansas. En el año 2010 tenía una población de 898 habitantes y una densidad poblacional de 12,68 personas por km².

## Geografía
El municipio de Wittich se encuentra ubicado en las coordenadas 35°21′2″N 93°51′35″O / 35.35056, -93.85972. Según la Oficina del Censo de los Estados Unidos, el municipio tiene una superficie total de 70.79 km², de la cual 70,54 km² corresponden a tierra firme y (0,36 %) 0,26 km² es agua.

## Demografía
Según el censo de 2010, había 898 personas residiendo en el municipio de Wittich. La densidad de población era de 12,68 hab./km². De los 898 habitantes, el municipio de Wittich estaba compuesto por el 96,66 % blancos, el 0,45 % eran afroamericanos, el 0,67 % eran amerindios, el 0,89 % eran asiáticos, el 0,67 % eran de otras razas y el 0,67 % eran de una mezcla de razas. Del total de la población el 1,22 % eran hispanos o latinos de cualquier raza.